# Kate Slatter
Kate Elizabeth Slatter (poročena Kate Allen), avstralska veslačica, * 10. november 1971, Adelaide.
Slatterjeva, ki je za Avstralijo nastopila na Poletnih olimpijskih igrah 1992 v Bareloni, 1996 v Atlanti in 2000 v Sydneyju. Velja za najbolj uspešno veslačico Avstralije.
V Atlanti je s soveslačico Megan Still v dvojcu brez krmarja osvojila prvo avstralsko žensko zlato olimpijsko medaljo veslanju. 
V Sydneyju je leta 2000 osvojila še srebrno medaljo v isti disciplini. Pred tem je leta 1992 na OI v Barceloni nastopila v avstralskem četvercu brez krmarja, ki je osvojil šesto mesto. 
Veslati je začela leta 1989 v Adelaide University Boat Clubu.
Poleg tega je v svoji karieri osvojila 16 naslovov državne prvakinje, zaradi česar je prejela Red Avstralije za zasluge v veslanju